# Esther Guyer (Politikerin)
Esther Guyer (* 22. Mai 1951) ist eine Schweizer Politikerin (Grüne) und Zürcher Kantonsrätin.

## Politik
Esther Guyer wuchs in Hinwil auf und trat 1987 der Grünen Partei bei. Nach wenigen Monaten wurde sie Präsidentin der Zürcher Stadtpartei. Sie ist seit dem 17. August 1998 Mitglied des Kantonsrates. Sie hat sich besonders in der Bildungs- und in der Gesundheitspolitik und in der kantonsrätlichen Aufsicht engagiert. Von 2004 bis 2020 war sie Fraktionspräsidentin der Grünen im Kantonsrat. Bei den Grünen des Kantons Zürich ist Ester Guyer langjähriges Mitglied der Geschäftsleitung.
2020 wurde sie zur zweiten Vizepräsidentin des Kantonsrates gewählt. Und am 2. Mai 2022 wurde sie mit lediglich 133 von 176 gültigen Stimmen zur Kantonsratspräsidentin für das Amtsjahr 2022/2023 gewählt. Bei den Rednerlisten kündigte Guyer eine Neuerung an. Sie werde diese künftig nach dem Eingang der Wortmeldungen und nicht mehr nach Parteigrösse gestalten: «Wer sich zuerst meldet, kommt zuerst dran.» Dies, weil ihr die freie Debatte immer sehr wichtig gewesen sei.
Beruflich war sie als Pharma-Assistentin tätig. Sie wohnt in der Stadt Zürich.